# Apocryptichthys sericus
Genre
Espèce
Apocryptichthys sericus est une espèce de poissons qui n'est reconnue que par l'ITIS.
Toujours selon l'ITIS, Apocryptichthys sericus serait l'unique espèce du genre Apocryptichthys.
Selon FishBase, Apocryptichthys sericus serait en réalité synonyme de Oxuderces dentatus, mais l'ITIS lui-même reconnait l'espèce Oxuderces dentatus comme un taxon valide, donc une espèce à part.